# Flagge von New York City

Flagge von New York City seit 1977

Die Flagge von New York City ist eine Trikolore aus drei vertikalen Balken in Blau, Weiß und Orange mit dem städtischen Siegel in Blau im mittleren Balken. Das dreifarbige Design stammt aus der Flagge der Vereinigten Niederlande, die 1625 benutzt wurde, als Nieuw Amsterdam auf der Insel Manhattan besiedelt wurde. 
Der aktuelle Entwurf stammt vom 30. Dezember 1977, als das Siegel geändert wurde, um die Jahreszahl 1625 zu verwenden, anstatt 1664 (als England Besitz ergriff). Die lateinische Inschrift Sigillum Civitatis Novi Eboraci („Siegel der Stadt New York“) wurde außerdem optional, wodurch nun zwei Varianten gleichermaßen akzeptiert werden.
Das Amt des Bürgermeisters von New York City hat seine eigene offizielle Variante, bei der zusätzlich noch ein Bogen aus fünf Sternen (jeder steht für einen der fünf Boroughs) in Blau über dem Siegel abgebildet ist.